# 나쁜 여자 (1931년 영화)
《나쁜 여자》(영어: Bad Girl)는 1931년 미국 할리우드의 드라마 영화이다. 비냐 델마의 동명 소설을 원작으로 에드윈 J. 버크가 각색하고 프랭크 보제이기 감독이 연출했다. 샐리 아일러스, 제임스 던, 미나 곰벨이 출연했는데, 특히 던은 이 작품이 데뷔작이다. 아카데미 작품상 후보에 지명되었고, 감독상과 각색상을 수상했다.

## 출연진
- 제임스 던 - 에디 콜린스
- 샐리 아일러스 - 도러시 핼리
- 미나 곰벨 - 에드나 디그스